# Герб Калининградской области
Герб Калининградской области является символом Калининградской области, принят 8 июня 2006 года.

## Описание
Герб Калининградской области представляет собой геральдический щит, разделенный на две части. В верхнем червлёном поле находится изображение серебряной зубчатой крепостной стены с открытыми воротами и выходящими из стены двумя серебряными зубчатыми башнями. На поле щита между башнями расположен вензель императрицы Елизаветы Петровны середины XVIII века. Нижняя волнообразная оконечность щита лазоревого цвета обременена пятью золотыми кругами. Герб увенчан янтарной короной и обрамлен лентой ордена Ленина.

## Обоснование символики герба Калининграда

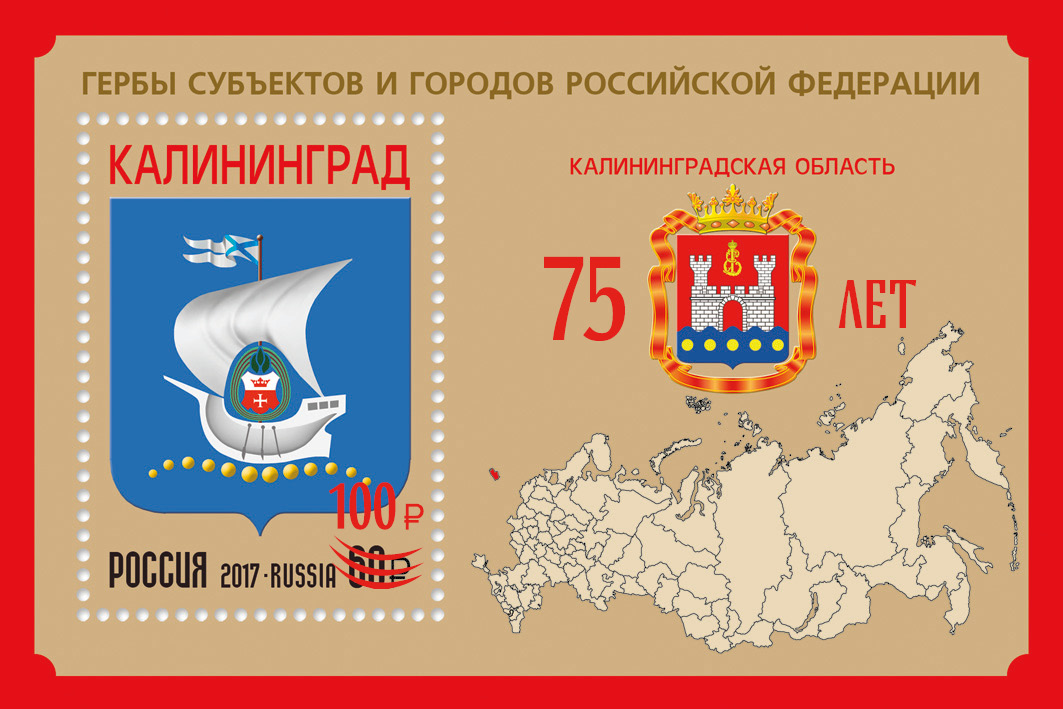
Почтовая марка

Янтарная корона, являясь символом государственности, одновременно подчеркивает принадлежность Калининградской области к России.
Лента ордена Ленина, обвивающая герб, символизирует трудовые достижения Калининградской области, которая была награждена этим орденом в 1966 году.
Крепость с открытыми воротами олицетворяет уверенность, непоколебимость, готовность к обороне и, в то же время, открытые ворота свидетельствуют о гостеприимности, дружеских намерениях, для контактов с ближним и дальним зарубежьем.
Вензель императрицы Елизаветы Петровны — личный шифр главы государства. В данном случае он подчеркивает историческую связь принадлежности территории нынешней Калининградской области с Россией с середины XVIII века.
Волнообразная оконечность щита лазоревого (синего) цвета — символ приморской территории, нахождения Калининградской области на Балтике.
Фигуры округлой формы — янтарь, символ Калининградской области, как янтарного края. В области находится крупнейшее в мире месторождение янтаря.
Цвета герба: белый, красный и синий, — олицетворяют собой цвета флага Российской Федерации и подчеркивают неразрывность региона с Россией.
Красное поле щита — символ труда, жизнеутверждающей силы, мужества, самоотверженности, героизма советских солдат, павших в боях за эту землю.
Синее (лазоревое) поле щита — символ красоты, любви, мира, возвышенных устремлений.
Золото (янтарные фигуры, корона) — символ величия, богатства, постоянства, прочности, силы.
Серебро (крепость) — символ веры и чистоты.